# Luwaita
Luwaita ist ein Verwaltungsbezirk (Ward) des Distrikts Mbinga (TC) in der tansanischen Region Ruvuma.

## Geografie
Luwaita liegt im Südwesten von Tansania im Südwesten an die Distrikthauptstadt Mbinga angrenzend. Im Luwaita Hochland entspringt der Fluss Luwaita. Er versorgt die Stadt Mbinga mit Wasser und mündet in den Mungaka. Der Bezirk grenzt im Nordwesten an Myangayanga, im Norden an Mateka, im Nordosten an die städtischen Bezirke Mbambi und Masumuni, im Osten an Kilimani, im Süden an Nyoni und im Westen an Mbuji. Bei der Volkszählung 2022 lebten 8907 Menschen in 2183 Haushalten auf einer Fläche von 40 Quadratkilometern.

## Gliederung
Der Bezirk besteht aus vier Gemeinden (Mtaa) mit 26 Orten (Kitongoji):
| Zomba - Zomba A - Zomba B - Ulanga - Ngwangilo | Kihuka - Kihuka - Magomba - Humilo - Ntakanini | Luwaita - Luwaita Juu - Luwaita Chini - Lufyoto - Mtindi - Mkumbukila - Kitangali | Tukuzi - Kilosa A - Kilosa B - Muungano - Maendeleo - Ngindo - Kipololo - Munyimasi - Mitanga - Mtua - Manda - Nzege - Arusha |

## Infrastruktur
- Bildung: Im Bezirk liegt die staatliche weiterführende Schule Lusetu Secondary School. Es ist eine Tagesschule, die Jugendliche bis zur 4. Stufe ausbildet.[8]
- Gesundheit: In der Gemeinde Tukuzi gibt es eine staatliche Apotheke.[9]
- Verkehr: Die Grenze im Südosten entlang verläuft die asphaltierte Nationalstraße T12.[2][10]